# Young Women's Christian Association
La YWCA (Young Women's Christian Association) ou l’UCJF (Union chrétienne de jeunes filles) est une ONG chrétienne protestante interconfessionnelle internationale œuvrant pour l'autonomisation, le leadership et les droits des femmes et des filles. 
Son siège se trouve au Grand-Saconnex en Suisse. Elle a des filiales dans le monde entier, avec de légères variations dans leurs programmes.

## Historique

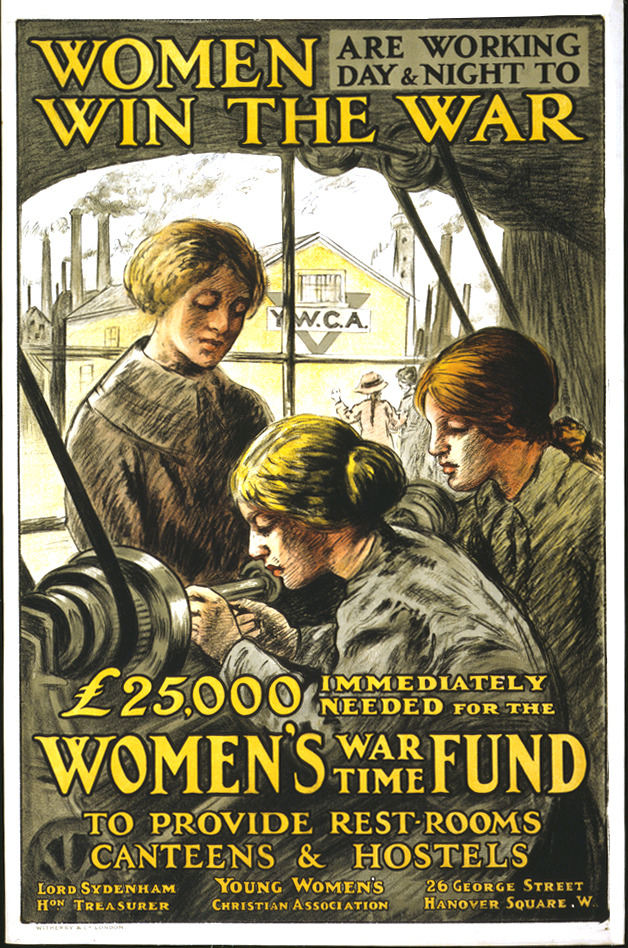
Affiche de la YWCA pendant la Première Guerre mondiale.

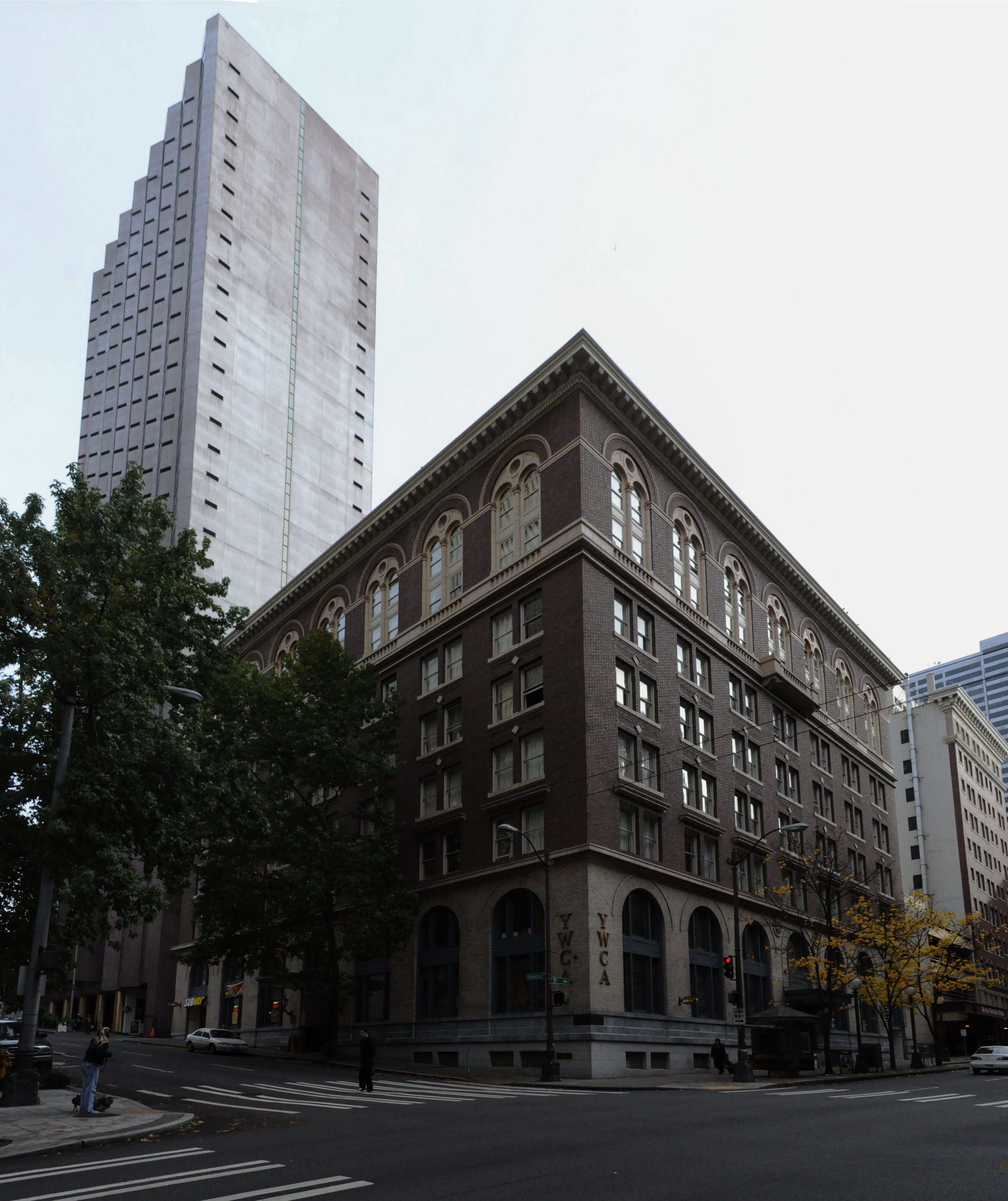
YWCA de Seattle, États-Unis.

La première section YWCA a été fondée en 1885 à Londres, en Angleterre, par la philanthrope Mary Jane Kinnaird. Une maison pour les infirmières voyageant vers et depuis la guerre de Crimée a été ouverte. Elles ont répondu aux besoins des femmes célibataires, issues de zones rurales souhaitant rejoindre la main-d'œuvre industrielle à Londres, en leur proposant éducation, logement, soins et soutien dans une "atmosphère chrétienne chaleureuse". L'organisation de Lady Kinnaird s'est ensuite unie avec l'Union de prière, fondée par l'évangéliste Emma Robarts, en 1877.
La World YWCA a été cofondée avec les États-Unis, la Grande-Bretagne, la Norvège et la Suède, en 1894.
La première conférence mondiale de la YWCA s'est tenue à Londres, en 1898, avec 326 participants issus de 77 pays du monde entier. Ce fut un tournant pour la fondation de la World YWCA, cimentant les principes d'unité basés sur le service et la foi à l'échelle mondiale. La devise de l’organisation est: "Ni par la force ni par le pouvoir, mais par mon Esprit, dit le Seigneur tout-puissant." (Zacharie, 4.6)
Jusqu'en 1930, le siège de la World YWCA se trouvait à Londres. Le comité exécutif était exclusivement britannique, avec un secrétaire général américain. Cette politique a abouti à un objectif résolument anglo-saxon à travers lequel l'organisation a envisagé de s'étndre à travers le monde entier. Toutefois, au début des années 30, le siège de la World YWCA a été transféré en Suisse, à Genève, la même ville où la Société des Nations fut nouvellement fondée. Cela symbolisait la volonté de devenir une organisation plus diversifiée et de coopérer pleinement avec d'autres organisations à Genève (comme le Comité international de la Croix-Rouge ou le YMCA).
En France, l'Union chrétienne de jeunes filles de France rejoint l'alliance mondiale en 1900.

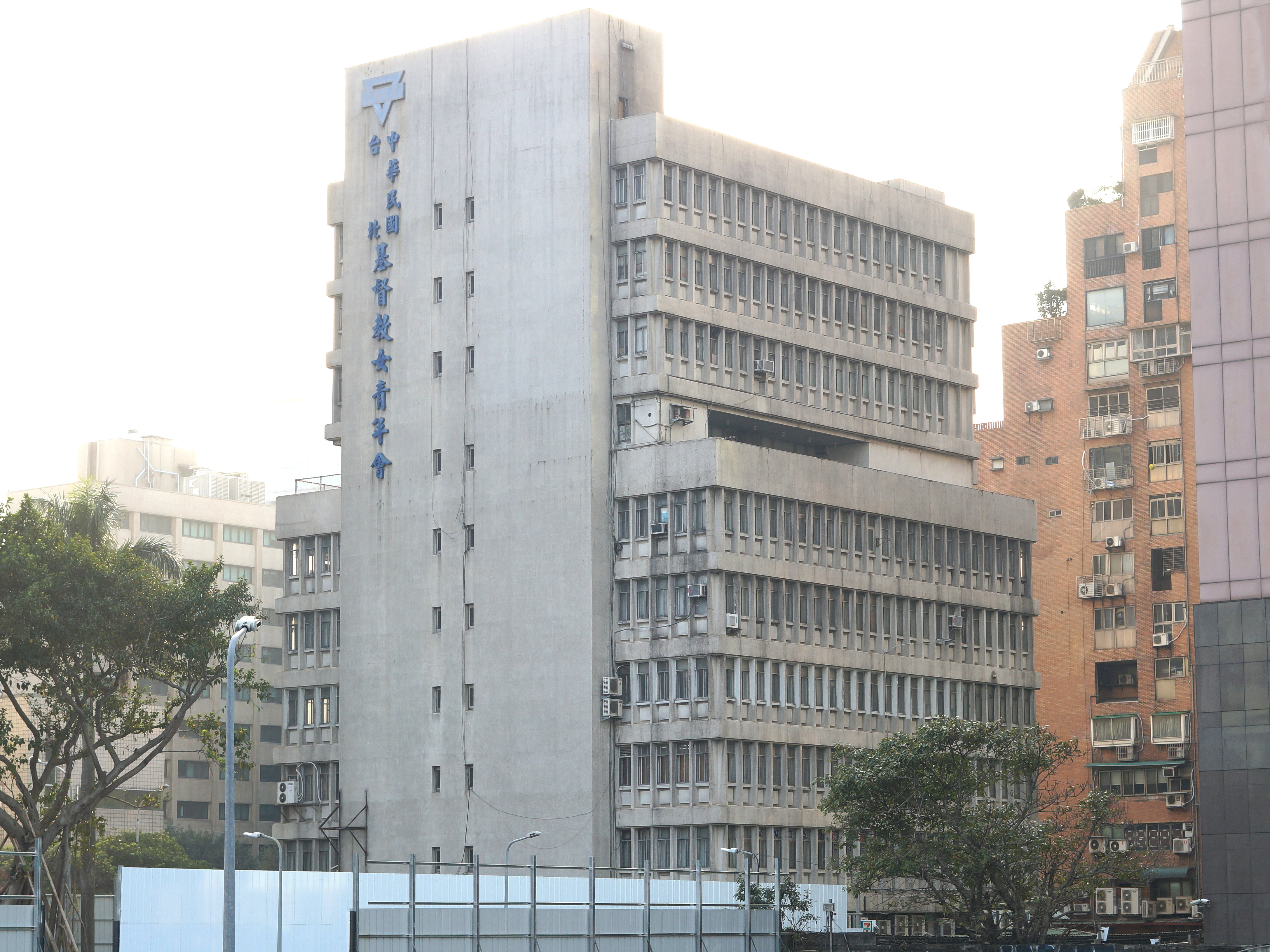
YWCA de Taipei, Taiwan.

La Seconde Guerre mondiale a à la fois renforcé la YWCA dans le monde entier et laissé sa marque. Beaucoup de ses membres ont jugé nécessaire de choisir entre leur valeurs et la sécurité d’eux-mêmes et de leur famille. Dans plusieurs pays, en particulier en Europe de l'Est, les YWCA ont été supprimées et dissoutes. Dans toute l'Europe occupée, toutefois, les femmes ont travaillé sans relâche pour mettre en place des systèmes de soutien pour leurs voisins et les réfugiés, souvent avec des ressources extrêmement limitées.
Peu de temps après la fin de la guerre, la YWCA a travaillé à fortifier l'engagement des femmes à travers le monde en tenant la première réunion du Conseil mondial en près d'une décennie à Hangzhou, en 1947. Cela a été important en étant le premier Conseil mondial tenu en dehors de l'Occident et a en outre exprimé le désir d'être un mouvement international inclusif. Il a également permis de rassembler des femmes qui vivaient dans des pays ennemis pendant la guerre et de sensibiliser les YWCA occidentales au fait que la ruine de la guerre ne se limitait pas à l'Europe.
Au cours des décennies suivantes, la World YWCA a passé beaucoup de temps à rechercher et à travailler sur les questions des réfugiés, de la santé, du VIH et du sida, de l'alphabétisation, des droits des femmes et des filles, de la promotion des femmes et de l'éradication de la pauvreté; service mutuel, développement durable et environnement; l'éducation et la jeunesse, la paix et le désarmement et le leadership des jeunes femmes. Ces questions continuent de jouer un rôle essentiel dans le mouvement de la World YWCA.

## Organisation
Selon un recensement de l'association publié en 2023, elle aurait des associations locales dans 100 pays.

## Programmes

### Semaine sans violence de la YWCA
Chaque année au cours de la troisième semaine d'octobre, les YWCA du monde entier mettent l'accent sur la prévention et la répression des violences faites aux femmes. La Semaine sans violence de la YWCA a été lancée en 1995. Elle est passée d'une initiative populaire à un mouvement international avec des femmes, des hommes et des enfants participant à des événements dans plus de 20 pays.
L'unité Violence contre les femmes de Shreveport, en Louisiane, était auparavant dirigée par une personnalité mondaine Susybelle Lyons. En 1996, elle et Marilyn Joiner étaient coprésidentes d'une campagne de financement de 1,1 million de dollars pour la succursale de Shreveport de la YWCA.

### Semaine de prière de la YWCA
À partir de 1904, la World YWCA et l'Alliance mondiale des YMCA ont lancé un appel conjoint à la prière pendant la Semaine de prière et de camaraderie. Au cours de cette semaine, les deux mouvements prient et agissent ensemble sur un thème particulier en solidarité avec les membres et partenaires du monde entier. L'événement d'une semaine est une étude biblique basée sur le thème de cette année.

### Journée mondiale de la YWCA
Lors de la réunion du Conseil mondial de 1947 à Hangzhou, en Chine, la décision a été prise pour établir une célébration annuelle d'adhésion à la YWCA. Le Conseil de 1947 a demandé au Comité exécutif d'assumer la responsabilité de la conception de la célébration, et en 1948, un groupe consultatif du Comité exécutif a mené une enquête auprès des associations nationales et a défini le nom, l'objectif et le calendrier de l'événement annuel qui sera bientôt. La Journée mondiale de l'observation de la YWCA est née, pour aider chaque membre à voir comment elle pourrait agir localement par rapport au thème de l'année. Le mercredi ou le jeudi de la dernière semaine d'avril a été choisi comme date du jour de l'observance chaque année.
En 1949, un groupe de planification a été formé, représentant les associations nationales, les membres du comité exécutif et le personnel de la World YWCA. Certains thèmes choisis pour la Journée d'observance ont été: "Ma foi et mon travail, Ma place dans le monde, Ma contribution à la paix mondiale, Je confronte un monde en mutation, Vers un monde et Ma tâche dans la vie de famille aujourd'hui.
En 1972, un comité exécutif a décidé que le nom de l'événement serait changé en Journée mondiale de la YWCA et que le thème serait choisi par le comité exécutif parmi divers programmes décidés par le Conseil mondial. Un groupe de travail du comité exécutif de 1989 a décidé que la Journée mondiale de la YWCA serait célébrée le 24 avril.

## Dirigeantes

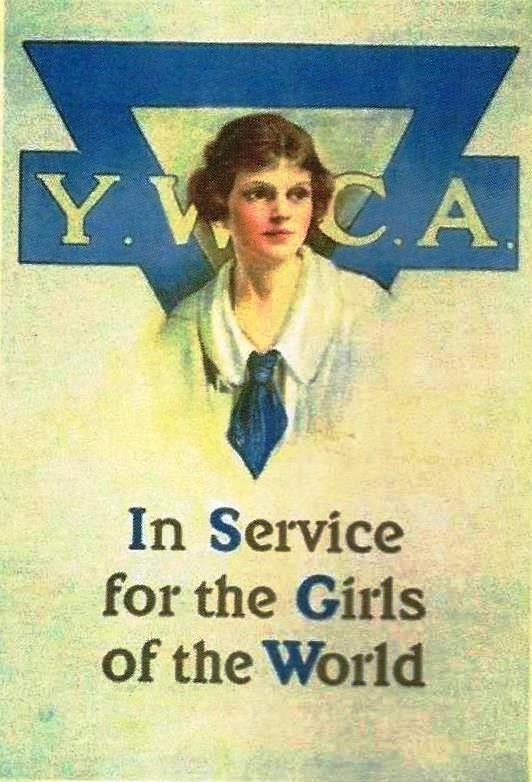
Affiche ancienne de la YWCA.

| Nom                       | Pays              | Années      |
| ------------------------- | ----------------- | ----------- |
| Mme J. Herbert Tritton    | Royaume-Uni       | 1898–1902   |
| Mme George Campbell       | Royaume-Uni       | 1902–1906   |
| Mary Morley               | Royaume-Uni       | 1906–1910   |
| Mme J. Herbert Tritton    | Royaume-Uni       | 1910–1914   |
| Mme Montague Weldgrave    | Royaume-Uni       | 1914–1924   |
| Marian Cripps             | Royaume-Uni       | 1924–1928   |
| Mme Montague Weldgrave    | Royaume-Uni       | 1928–1930   |
| M. Van Asch Van Wijck     | Pays-Bas          | 1930–1938   |
| Ruth Rouse                | Royaume-Uni       | 1938–1946   |
| C. M. Van Asch Van Wijck  | Pays-Bas          | 1946–1947   |
| Lilace Reid Barnes        | États-Unis        | 1947–1955   |
| Isabel Catto              | Royaume-Uni       | 1955–1963   |
| Una B. Porter             | Australie         | 1963–1967   |
| Athena Athanassiou        | Grèce             | 1967–1975   |
| Dame Nita Barrow          | Barbades          | 1975–1983   |
| Ann Northcote             | Canada            | 1983–1987   |
| Jewel Freeman Graham (en) | États-Unis        | 1987–1991   |
| Mrs. Razia Ismail Abbasi  | Inde              | 1991–1995   |
| Anita Andersson           | Suède             | 1995–1999   |
| Jane Lee Wolfe            | États-Unis        | 1999–2003   |
| Mónica Zetzsche (en)      | Argentine         | 2003–2007   |
| Susan Brenan              | Australie         | 2007-2011   |
| Deborah Thomas-Austin     | Trinité-et-Tobago | 2011–2019   |
| Mira Rizeq                | Palestine         | Depuis 2019 |

| Nom                         | Pays             | Années      |
| --------------------------- | ---------------- | ----------- |
| Annie Reynolds              | États-Unis       | 1894–1904   |
| Clarissa Spencer            | États-Unis       | 1904–1920   |
| Charlotte T. Niven          | États-Unis       | 1920–1935   |
| Ruth Frances Woodsmall (en) | États-Unis       | 1935–1947   |
| Helen Roberts               | Royaume-Uni      | 1947–1955   |
| Elizabeth Palmer            | États-Unis       | 1955–1978   |
| Erica Brodie                | Nouvelle-Zélande | 1978–1982   |
| Ruth Sovik                  | États-Unis       | 1982–1985   |
| Ellen Clark (intérim)       | États-Unis       | 1985–1986   |
| Genevieve Jacques (intérim) | France           | 1986–1987   |
| Elaine Hesse Steel          | Nouvelle-Zélande | 1987–1997   |
| Musimbi Kanyoro             | Kenya            | 1998–2007   |
| Nyaradzai Gumbonzvanda      | Zimbabwe         | 2007–2016   |
| Malayah Harper              | Canada           | 2016–2019   |
| Casey Harden                | États-Unis       | Depuis 2019 |